# هاري أو. هويت
هاري أو. هويت (بالإنجليزية: Harry O. Hoyt)‏ هو كاتب سيناريو ومخرج أمريكي، ولد في 6 أغسطس 1885 في منيابولس في الولايات المتحدة، وتوفي في 29 يوليو 1961 في لوس أنجلوس في الولايات المتحدة.

## وصلات خارجية
- هاري أو. هويت على موقع IMDb (الإنجليزية)
- هاري أو. هويت على موقع قاعدة بيانات الأفلام السويدية (السويدية)
- هاري أو. هويت على موقع قاعدة بيانات الفيلم (الإنجليزية)
- هاري أو. هويت على موقع كينوبويسك (الروسية)